# Mesoptyelus karenkonis
Mesoptyelus karenkonis är en insektsart som beskrevs av Matsumura 1940. Mesoptyelus karenkonis ingår i släktet Mesoptyelus och familjen spottstritar. Inga underarter finns listade i Catalogue of Life.